# OOPARTS (the pillowsのアルバム)
『OOPARTS』（オーパーツ）は日本のロックバンド、the pillowsの16枚目のアルバム。

## 概要
アルバムタイトルの『OOPARTS』とはOut Of Place Artifactsの略であり、「時代にそぐわない遺物」の意である。
本作ではthe pillows第2期よりプロデュースを担当していた吉田仁は参加せず、久々のセルフプロデュース作品となった。（先行シングルとなった「雨上がりに見た幻」のみ吉田仁プロデュース。）
初回限定版には収録曲の1つである「YOUR ORDER」のPVを収録したDVD、3作連動キャンペーン応募葉書を封入。

## 収録曲
作詞・作曲：山中さわお（全曲）
1. Dance with God
2. YOUR ORDER
3. メロディー
4. Lemon Drops
5. FOXES
6. Beyond the moon
7. ジョニー・ストロボ
8. 雨上がりに見た幻
9. LIFE SIZE LIFE (The bag is small, and I don't enter)
10. Primer Beat

## DVD（初回限定版のみ）
1. YOUR ORDER (Video Clip)